# Вальдбрунн (Баден-Вюртемберг)
Вальдбрунн (нім. Waldbrunn) — громада в Німеччині, знаходиться в землі Баден-Вюртемберг. Підпорядковується адміністративному округу Карлсруе. Входить до складу району Неккар-Оденвальд.
Площа — 44,33 км2. Населення становить 4764 ос. (станом на 31 грудня 2020).